# Špičnik
Špičnik – wieś w Słowenii, w gminie Kungota. 1 stycznia 2018 liczyła 116 mieszkańców.